# Extensine
Les extensines sont une famille de glycoprotéines riches en hydroxyproline (HRGP) en forme de tige,  présentes dans les parois cellulaires, découvertes par Derek T.A. Lamport à l'université de Cambridge.

## Propriétés
Elles ont des propriétés structurale, non-enzymatique et de défense. Les chercheurs notent une augmentation de la concentration de HRGP dans les cellules végétales infectées. Elles sont très riches en hydroxyproline également présente dans le collagène animal.
Elles peuvent représenter jusqu'à 10 % du poids sec de la paroi primaire.

## Fonctions
Ces molécules sont propices à une consolidation du réseau fibrillaire de la paroi. Les différentes unités  sont unies entre elles par des liaisons de différentes forces (liaisons covalentes et liaisons hydrogène) notamment entre deux tyrosines. Ce réseau associé avec des ions minéraux (Ca2+) interviennent comme éléments stabilisateurs. Il bloque en effet les propriétés de plasticité du réseau polysaccharidique de la paroi végétale.

## Lecture conseillée
- Tome 1 « Organisation cellulaire » D.Robert et J-C.Roland